# Anopetia gounellei
Anopetia gounellei е вид птица от семейство Колиброви (Trochilidae), единствен представител на род Anopetia.

## Разпространение
Видът е разпространен в Бразилия.